# Rumors (Timex Social Club)
Rumors is een nummer van de Amerikaanse band Timex Social Club uit 1986. Het is de eerste single van hun debuutalbum Vicious Rumors.
Zoals de naam al aangeeft, gaat "Rumors" over geruchten. De ik-figuur zingt dat er allerlei geruchten over hem in omloop zijn, en bezingt zijn ergernis daaraan. Het nummer werd een hit in Noord-Amerika, op de Britse eilanden, en in het Duitse en Nederlandse taalgebied. In de Amerikaanse Billboard Hot 100 bereikte het nummer de 8e positie, in de Nederlandse Top 40 de 3e en in de Vlaamse Radio 2 Top 30 de 15e.